# 남양초등학교 태하분교
남양초등학교 태하분교는 경상북도 울릉군 서면 태하길 130에 있었던 초등학교이다.

## 연혁
- 1913년 8월 1일 울릉공립심상소학교 태하분교장
- 1914년 11월 9일 태하공립심상소학교로 승격
- 1949년 6월 30일 학포분교장 인가
- 1975년 3월 1일 학포국민학교 분리
- 1983년 2월 28일 학포분교장 편입
- 1993년 3월 1일 병설유치원 개원
- 1996년 3월 1일 태하초등학교로 개칭
- 1999년 9월 1일 학포분교장 통합
- 2008년 2월 21일 남양초등학교 태하분교장으로 개칭
- 2012년 3월 1일 본교로 통폐합